# Bisbat de Grosseto
El bisbat de Grosseto (italià:diocesi di Grosseto; llatí: Dioecesis Grossetana) és un bisbat de l'Església catòlica, sufragani de l'Arquebisbat de Siena-Colle di Val d'Elsa-Montalcino, que pertany a la regió eclesiàstica Toscana. La diòcesi comprèn part de la província secular de província de Grosseto. La seu episcopal és a la ciutat de Grosseto, on s'alça la catedral de Sant Llorenç. El territori està dividit en 50 parròquies. El 2006 tenia 122.464 batejats d'un total de 128.338 habitants. Des del 2013 està regida pel bisbe i framenor Rodolfo Cetoloni.

## Història

Mapa de la diòcesi

La diòcesi de Rusel·les va ser creada durant el segle iv. El primer bisbe conegut és Vitelliano, present al sínode romà del 499. La seu episcopal estava fora de les muralles de l'antiga ciutat etrusca-romana: La catedral original va ser identificada amb unes ruïnes al poble de La Canonica i sembla haver estat en funcionament fins al segle xii.
Va ser durant el segle xii, una sèrie d'esdeveniments van portar al trasllat definitiu del bisbat de la ciutat de Rusel·les a Grosseto. En aquest sentit, sens dubte un paper clau el va ser jugar el Papa Innocenci II, que es va quedar diverses vegades a la ciutat de Grosseto entre 1133 i 1137, després de l'anterior visita del Papa Calixt II al maig de 1120, trobant una càlida benvinguda per part de la població i els representants ciutadans. Durant una de les seves aparicions a la capital de la Maremma, el Papa va assistir, entre d'altres, al setge de la ciutat per les tropes alemanyes del duc Enric de Baviera (1137), després del rebuig dels grossetans per donar el servei a causa de l'Emperador. Després de conèixer de prop tant la ciutat com el caràcter i el temperament dels seus habitants, el Papa va decidir traslladar a Grosseto bisbat històric de Rusel·les, un esdeveniment que va esdevenir una realitat el 9 d'abril de 1138 amb la butlla Sacrosancta Romana Ecclesia. Des de llavors, la diòcesi de Grosseto incorpora tota l'àrea geogràfica de l'antic bisbat de Rusel·les, canviant encara que marginalment llarg dels segles les seves fronteres fins a arribar a l'actualitat.
Durant el segle xiii, la diòcesi incloïa 21 parròquies i la divisió es va mantenir gairebé sense canvis durant el segle següent. No obstant això, a mitjans del segle XV es va produir un període de 17 anys durant el qual l'administració de la diòcesi va ser confiada a dos cardenals, mentre que el 1459 la diòcesi, de sempre immediatament subjecta a la Santa Seu, va esdevenir sufragània de l'arxidiòcesi de Siena.
El 1462 va cedir una part de territori, incloent 6 parròquies amb baptisteri, per a l'erecció de la diòcesi de Montalcino.
Un llarg període de declivi caracteritza els segles xvi i xvii, en els quals els bisbes sovint vivien fora de les fronteres de la diòcesi i només hi anaven per dur a terme les seves funcions.
Al final del segle xviii, la dominació napoleònica va conduir a la transferència temporal d'algunes parròquies de Castiglione della Pescaia a la diòcesi d'Aiacciu; el segle xix va veure la seu vacant durant un decenni, durant l'època de la unificació d'Itàlia. Entre 1924 i 1932, durant l'episcopat de Gustavo Matteoni, la diòcesi de Grosseto es va unir in persona episcopi a les diòcesis de Sovana i Pitigliano.
El 21 de maig dels 1989 la ciutat i diòcesi de Grosseto van rebre la visita del Papa Joan Pau II, el tercer Papa a la història per visitar a la capital de la Maremma, 852 anys després de la darrera visita d'un papa.

## Episcopologi
Bisbes de Roselle
- Vitelliano † (citat el 499)
- Balbino † (inicis de 591 - finals de 595)
- Teodoro † (citat cap al 650)
- Valerano † (citat el 697 o 699)
- Gaudioso (citat el de juny del 715)
- Ruperto † (citat cap al 825)
- Ottone I † (inicis del 853 - després del 861)
- Radaldo † (citat el 967)
- Ottone II † (citat el 1000 vers)
- Raniero † (citat el 1015)
- Crescenzio † (citat el 1037)
- Gerardo † (inicis de 1049 - finals de 1059)
- Dodone † (inicis de 1061 - finals de 1078)
- Ballolfo † (vers 1090)
- Ildebrando † (inicis de 1101 - finals de 1107)
- Berardo † (citat el 1118)
- Anonimo † (citat el 1121)
- Rolando † (vers 1133 - 1138 nomenat bisbe de Grosseto)

Bisbes de Grosseto
- Rolando † (1138 - finals de 1160)
- Martino † (inicis de 1174 - finals de 1179)
- Gualfredo † (inicis de 1187 - finals de 1189)
- Azzo I † (citat el 1210)
- Ermanno † (vers 1212 - 1 de febrer de 1216 mort)
- Pepo † (1216 - ?)
- Azzo II † (30 d'abril de 1240 - ?)
- Ugo di Ugurgeri † (citat el 1262)
- Azzo III † (1265 - 1277 mort)
- Bartolomeo d'Amelia, O.F.M. † (9 d'abril de 1278 - ? mort)
- Offreduccio † (13 de març de 1291 - vers 1295 mort)
- Giovanni I † (12 d'octubre de 1296 - vers 1305 mort)
- Restauro, O.F.M. † (17 de febrer de 1306 - 1328 mort)
- Filippo Benciviene, O.P. † (7 de novembre de 1328 - vers 1330 mort)
- Angelo da Porta Sola, O.P. † (12 de febrer de 1330 - 22 de febrer de 1334 mort)
- Angelo Cerretani † (17 de juny de 1334 - de febrer de 1349 mort)
- Benedetto Cerretani † (21 d'octubre de 1349 - 1383 mort)
- Giacomo Tolomei, O.F.M.Conv. † (1384 - 26 de gener de 1390 mort)
- Angelo Zannotti Malvolti † (14 de novembre de 1390 - ?)
- Giovanni II † (1400 - 1400)
- Antonio Fei de Malavolti † (1400 - 1406 mort)
- Francesco Bellanti † (1407 - 1417 mort)
- Giovanni Pecci † (15 de desembre de 1417 - 1 de març de 1426 mort)
  - Antonio Casini † (12 de setembre de 1427 - 4 de febrer de 1439 mort) (administrador apostòlic)
  - Giuliano Cesarini † (1439 - 10 de novembre de 1444 mort) (administrador apostòlic)
- Memmo Agazzari † (30 de juliol de 1445 - 1452 mort)
- Giovanni Agazzari † (22 de setembre de 1452 - 1488 mort)
- Andreuccio Ghinucci † (9 de març de 1489 - 1497 mort)
- Raffaello Petrucci † (4 d'agost de 1497 - 11 de desembre de 1522 mort)
- Ferdinando Ponzetti † (22 de desembre de 1522 - 25 de febrer de 1527 dimití)
- Wolfgang Goler † (25 de febrer de 1527 - de juliol de 1527 mort)
- Marcantonio Campeggi † (23 de març de 1528 - 7 de maig de 1553 mort)
  - Fabio Mignanelli † (17 de maig de 1553 - 2 d'octubre de 1553 dimití) (administrador apostòlic)
- Giacomo Mignanelli † (2 d'octubre de 1553 - 1576 mort)
- Claudio Borghese † (22 d'agost de 1576 - 1590 mort)
- Clemente Polito † (26 d'abril de 1591 - 25 d'octubre de 1606 mort)
- Giulio Sansedonio † (20 de novembre de 1606 - 1611 dimití)
- Francesco Piccolomini † (17 d'agost de 1611 - de maig de 1622 mort)
- Girolamo Tantucci † (11 de juliol de 1622 - 1637 mort)
- Ascanio Turamini † (2 de març de 1637 - 2 de setembre de 1647 mort)
- Giovanni Battista Gori Panellini † (1 de març de 1649 - 1662 mort)
- Giovanni Pellejo, O.F.M.Conv. † (11 de febrer de 1664 - 8 de juliol de 1664 mort)
- Cesare Ugolini † (13 d'abril de 1665 - de desembre de 1699 mort)
- Sebastiano Perissi † (28 de maig de 1700 - de novembre de 1701 mort)
- Giacomo Falconetti, O.P. † (15 de gener de 1703 - 29 d'abril de 1710 mort)
- Bernardino Pecci † (15 de desembre de 1710 - 1 de juny de 1736 mort)
- Antonio Maria Franci † (6 de maig de 1737 - 10 d'abril de 1790 mort)
- Fabrizio Selvi † (17 de juny de 1793 - 9 de juny de 1835 dimití)
  - Sede vacante (1835-1837)
- Giovanni Domenico Francesco Mensini † (2 d'octubre de 1837 - 29 d'abril de 1858 mort)
  - Sede vacante (1858-1867)
- Anselmo Fauli, † O. Carm. † (22 de febrer de 1867 - 30 de gener de 1876 mort)
- Giovanni Battista Bagala Blasini † (3 d'abril de 1876 - 1 de març de 1884 mort)
- Bernardino Caldajoli † (1 de març de 1884 - 27 de febrer de 1907 mort)
- Ulisse Carlo Bascherini † (8 de juliol de 1907 - 8 de març de 1920 ritirato)
- Gustavo Matteoni † (8 de març de 1920 - 3 de març de 1932 nomenat arquebisbe coajdutor de Siena)
- Paolo Galeazzi † (16 de setembre de 1932 - 10 d'agost de 1971 mort)
- Primo Gasbarri † (16 d'octubre de 1971 - 22 de gener de 1979 dimití)
- Adelmo Tacconi † (23 de març de 1979 - 20 de juliol de 1991 ritirato)
- Angelo Scola (18 de juliol de 1991 - 14 de setembre de 1995 dimití)
- Giacomo Babini (13 de juliol de 1996 - 17 de novembre de 2001 dimití)
- Franco Agostinelli (17 de novembre de 2001 - 29 de setembre de 2012 nomenat bisbe de Prato)
- Rodolfo Cetoloni, O.F.M., des del 28 de maig de 2013

## Demografia
A finals del 2006, la diòcesi tenia 122.464 batejats sobre una població de 128.338 persones, equivalent al 95,4% del total.
| any  | població | població | població | sacerdots | sacerdots       | sacerdots       | sacerdots             | diaques | religiosos | religiosos | parròquies |
| ---- | -------- | -------- | -------- | --------- | --------------- | --------------- | --------------------- | ------- | ---------- | ---------- | ---------- |
| any  | batejats | total    | %        | total     | clergat secular | clergat regular | batejats por sacerdot | diaques | homes      | dones      |            |
| 1950 | 99.800   | 100.000  | 99,8     | 105       | 66              | 39              | 950                   |         | 6          |            | 45         |
| 1970 | 127.702  | 129.009  | 99,0     | 109       | 62              | 47              | 1.171                 |         | 51         | 106        | 57         |
| 1980 | 107.500  | 108.300  | 99,3     | 82        | 52              | 30              | 1.310                 |         | 60         | 120        | 52         |
| 1990 | 110.000  | 115.000  | 95,7     | 79        | 48              | 31              | 1.392                 | 1       | 31         | 76         | 49         |
| 1999 | 110.434  | 112.805  | 97,9     | 83        | 52              | 31              | 1.330                 | 2       | 55         | 53         | 49         |
| 2000 | 110.152  | 111.140  | 99,1     | 82        | 52              | 30              | 1.343                 | 2       | 40         | 49         | 49         |
| 2001 | 104.845  | 111.370  | 94,1     | 77        | 51              | 26              | 1.361                 | 2       | 27         | 46         | 49         |
| 2002 | 105.215  | 111.810  | 94,1     | 82        | 56              | 26              | 1.283                 | 2       | 26         | 45         | 49         |
| 2003 | 105.882  | 111.307  | 95,1     | 80        | 55              | 25              | 1.323                 | 2       | 25         | 43         | 49         |
| 2004 | 105.850  | 110.980  | 95,4     | 77        | 52              | 25              | 1.374                 | 2       | 25         | 36         | 49         |
| 2006 | 122.464  | 128.338  | 95,4     | 76        | 55              | 21              | 1.611                 | 3       | 21         | 32         | 50         |